# Nupserha fuscodorsalis
Nupserha fuscodorsalis är en skalbaggsart som beskrevs av Wang och Fernando Chiang 2002. Nupserha fuscodorsalis ingår i släktet Nupserha och familjen långhorningar. Inga underarter finns listade i Catalogue of Life.